# Åke Lindström (journalist)
Nils Åke Johannes Lindström, född 13 mars 1913 i Burträsks socken, död 9 december 1959 i Stockholm, var en svensk journalist.
Åke Lindström var son till handlaren Johannes Lindström. Efter studentexamen vid Umeå högre allmänna läroverk 1933 blev han student vid Stockholms högskola samma år. Här studerade han främst engelska, men även litteraturhistoria och statskunskap. Under studietiden var han skribent i Gaudeamus och en tid även tidningens redaktör. Under studieåren arbetade han 1935-1938 särskilt sommartid som journalist för Västerbottens-Kuriren. Efter filosofie kandidatexamen och avslutade studier anställdes han 1939 som journalist vid Dagens Nyheter där han först främst gjorde landsbygdsreportage men snart även fick andra uppdrag. Då Ivar Harrie 1944 gick över till Expressen tog han med sig Åke Lindström, som snart blev chef för kulturavdelningen och förste kritiker på tidningen. Han publicerade även poesi i tidningen under pseudonymen Åstrom. Lindström skrev även texterna till flera av Edward Lindahls karikatyrer.
Lindström blev i äktenskap med läkaren Maja-Greta Burlin far till musikern Maria Lindström.